# Guápulo
Guápulo es un barrio de la ciudad de Quito, capital de Ecuador, ubicado en la parroquia Itchimbia de la "Administración Zonal Centro - Manuela Sáenz".

## Historia

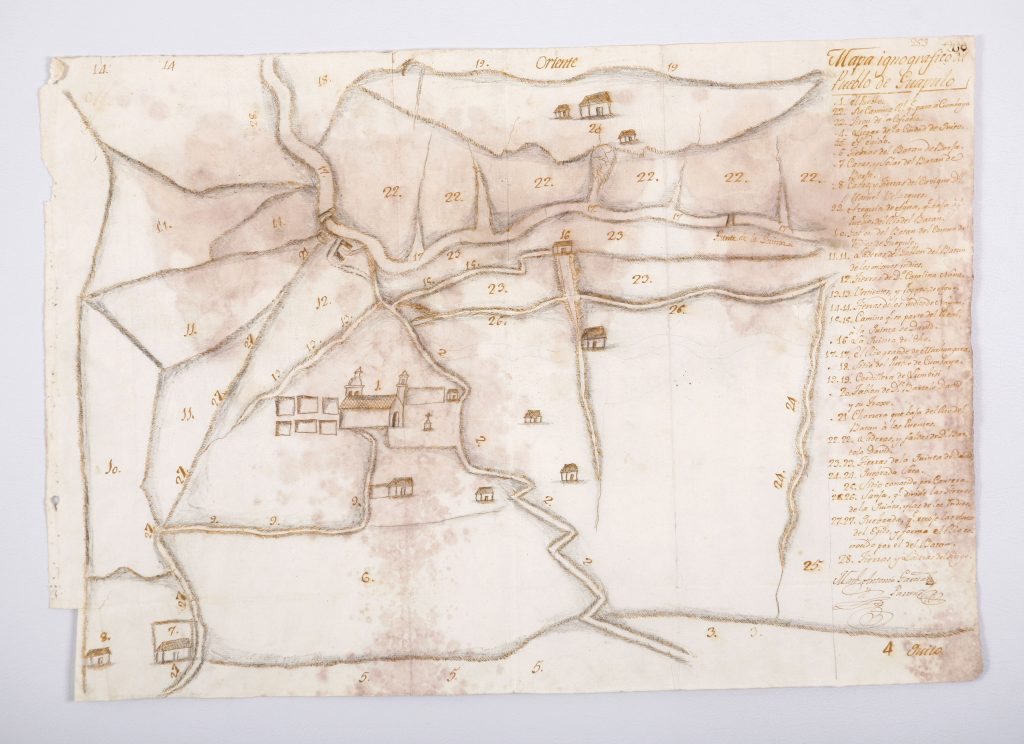
Mapa de Guápulo

Originalmente fundado por los españoles como una ciudad independiente, Guápulo se encuentra situado en una pequeña meseta de las colinas que actualmente separan a la zona urbana de la rural ubicada en los valles orientales, pero con el paso de los siglos y el avance de la ciudad hacia el norte, terminó incorporándose a la mancha urbana a finales del siglo XX.
Se extiende a los pies del histórico Camino de Orellana, vía que fue usada por el conquistador Francisco de Orellana para iniciar el viaje en el que acabaría descubriendo el río Amazonas, en el contexto de la Búsqueda de El Dorado. El camino, que parte desde la avenida González Suárez hacia la calle de los Conquistadores, constituye uno de los principales accesos al barrio desde la zona norte de la ciudad.
Se dice que al camino entremedio de Quito y Guápulo el milagro de Nuestra Señora de la Nube tuvo lugar.

## Sitios de interés

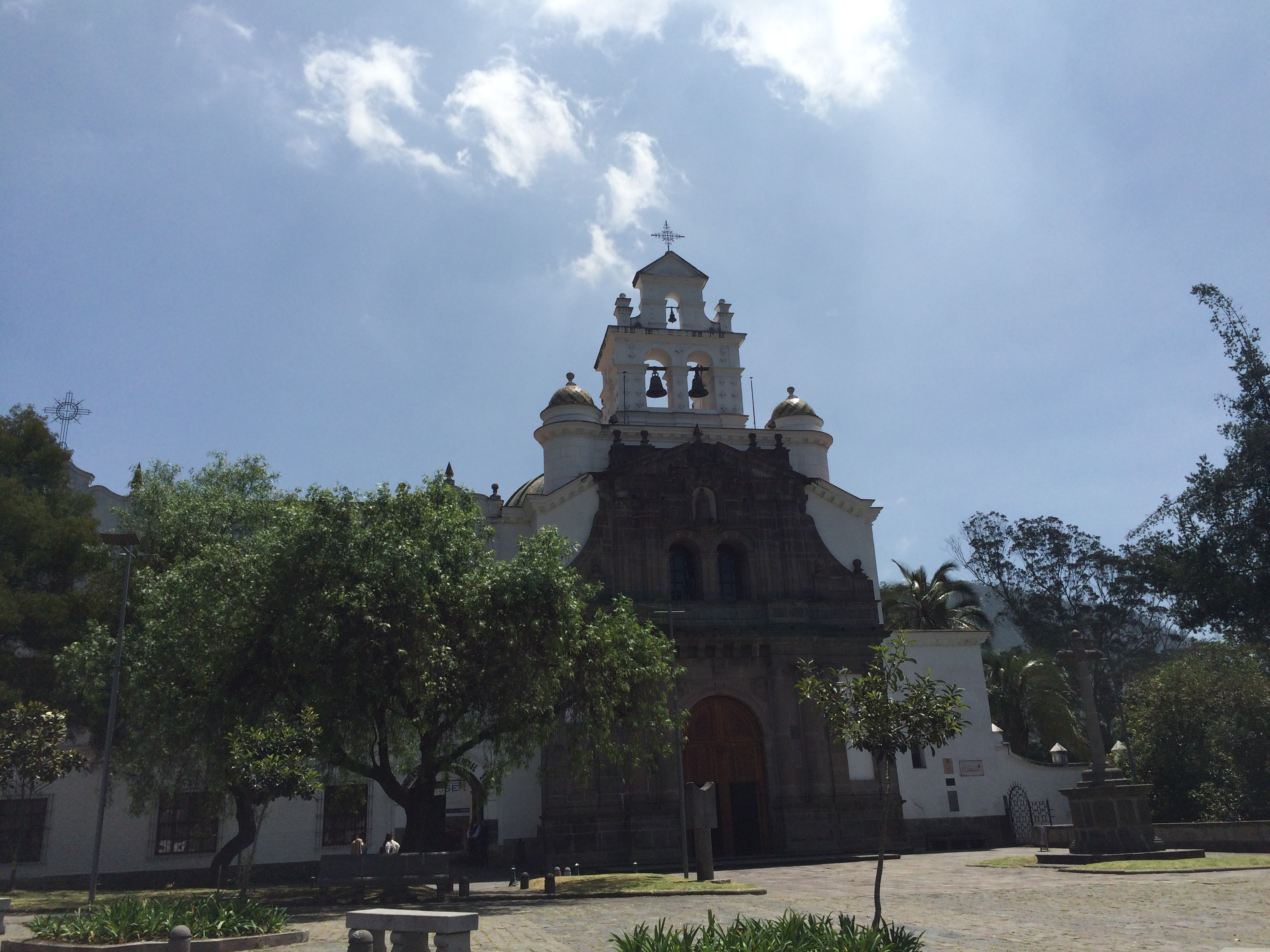
Iglesia de Guápulo.

En la meseta principal se sitúa la iglesia de Nuestra Señora de Guápulo, edificación del siglo XVI que posee un rico valor artístico y cultural por ser uno de los lugares trabajados por destacados artistas de la afamada escuela quiteña, como Miguel de Santiago y su hija Isabel, Diego de Robles, Nicolás Xavier Gorívar, Manuel de Samaniego, entre otros. 
El parque de Guápulo, que constituye el primer espacio de recreación de la zona, se extiende por 19,5 hectáreas en las que se concentra la mayor cantidad de aves que se puede encontrar en cualquier espacio verde de la ciudad. El estudio realizado por el Círculo de Observadores de Aves de Quito, indicó que en el sitio habitan cerca de 268 aves de 31 especies diferentes.  El parque funciona de 06:00 a 18:30, horario en el que se puede visitar los senderos, juegos infantiles, zonas de camping y pícnic, además de las Casas Scout, una zona destinada para la Asociación de Scouts del Ecuador.

## Galería

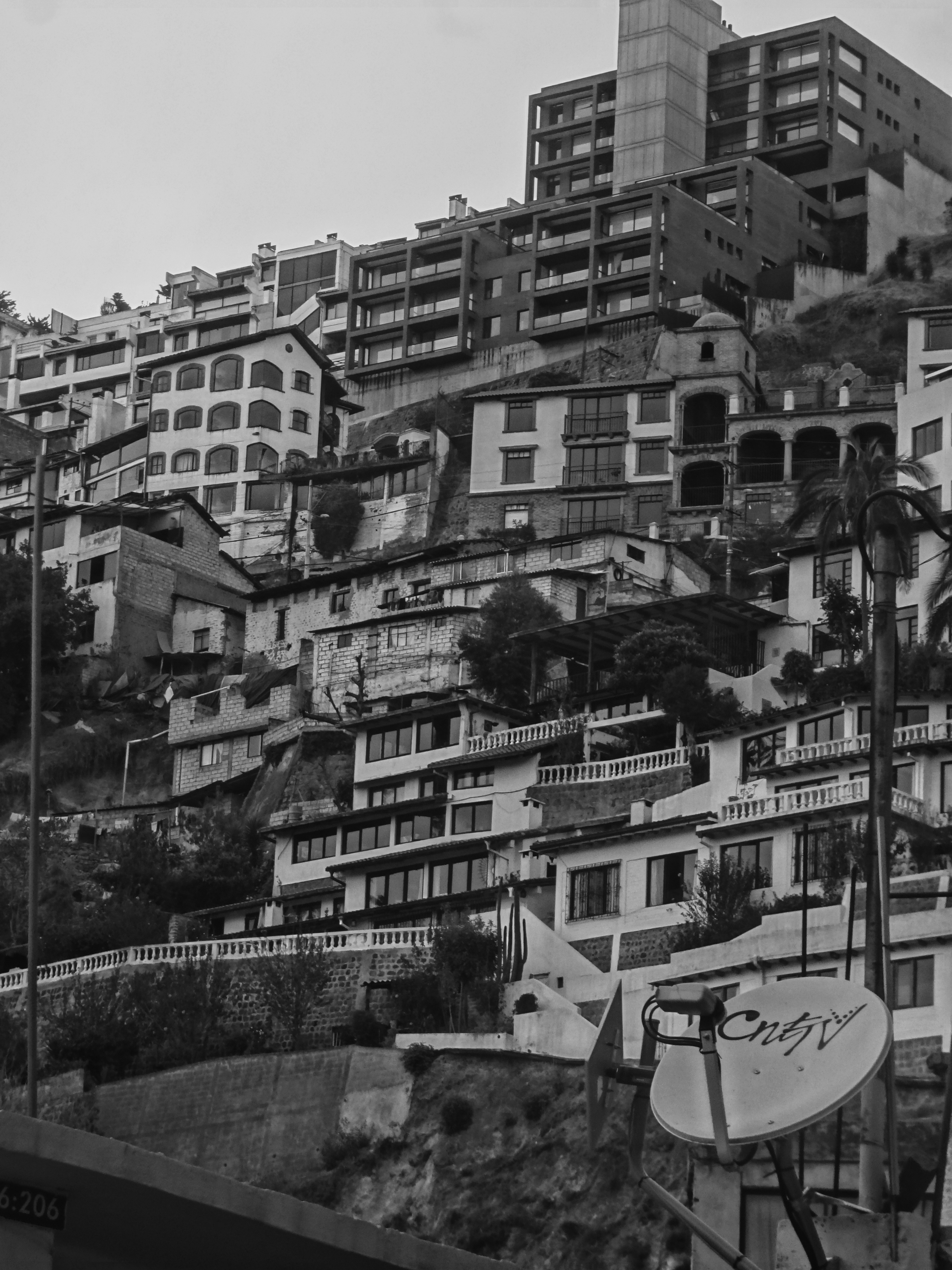
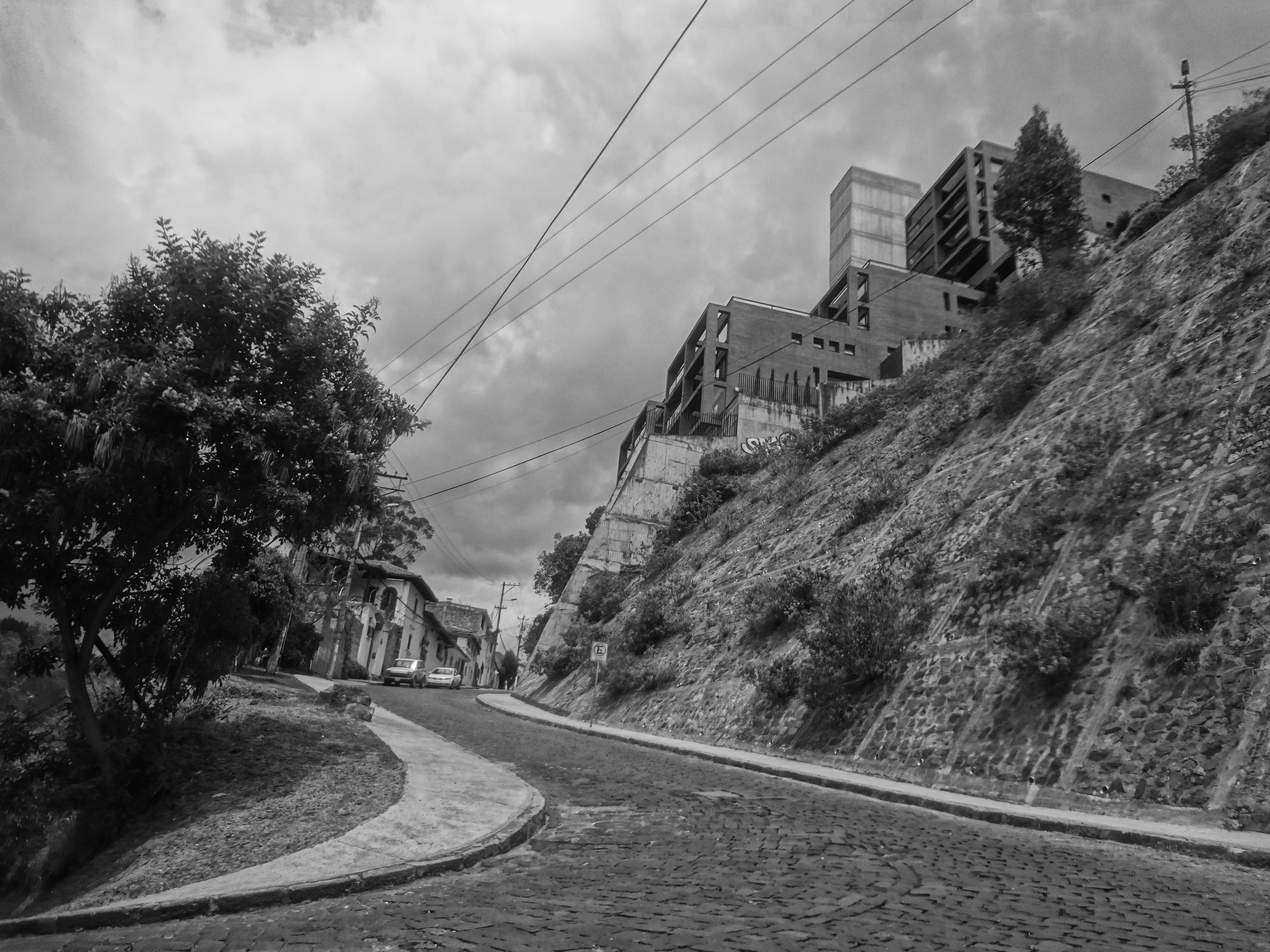
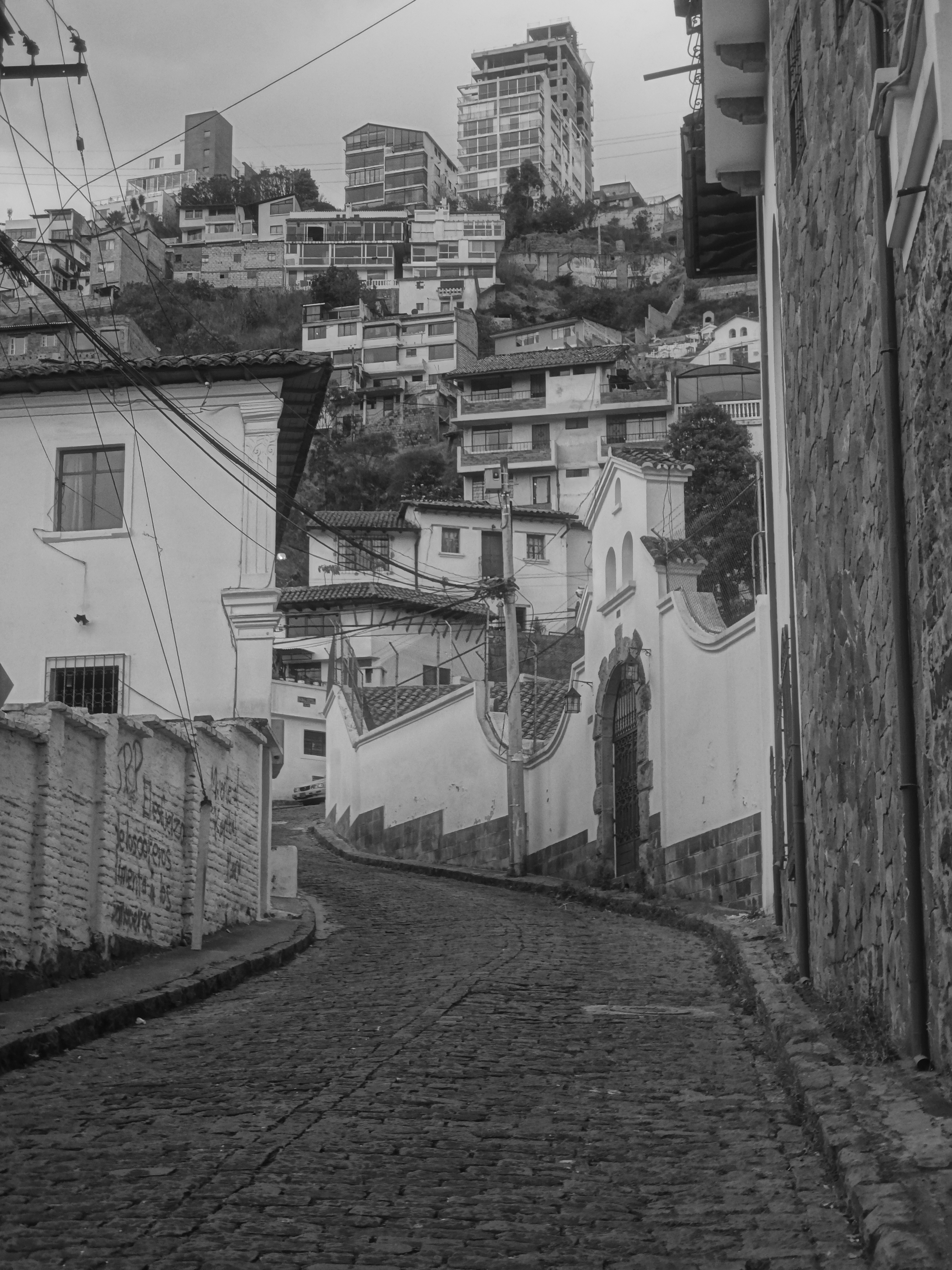
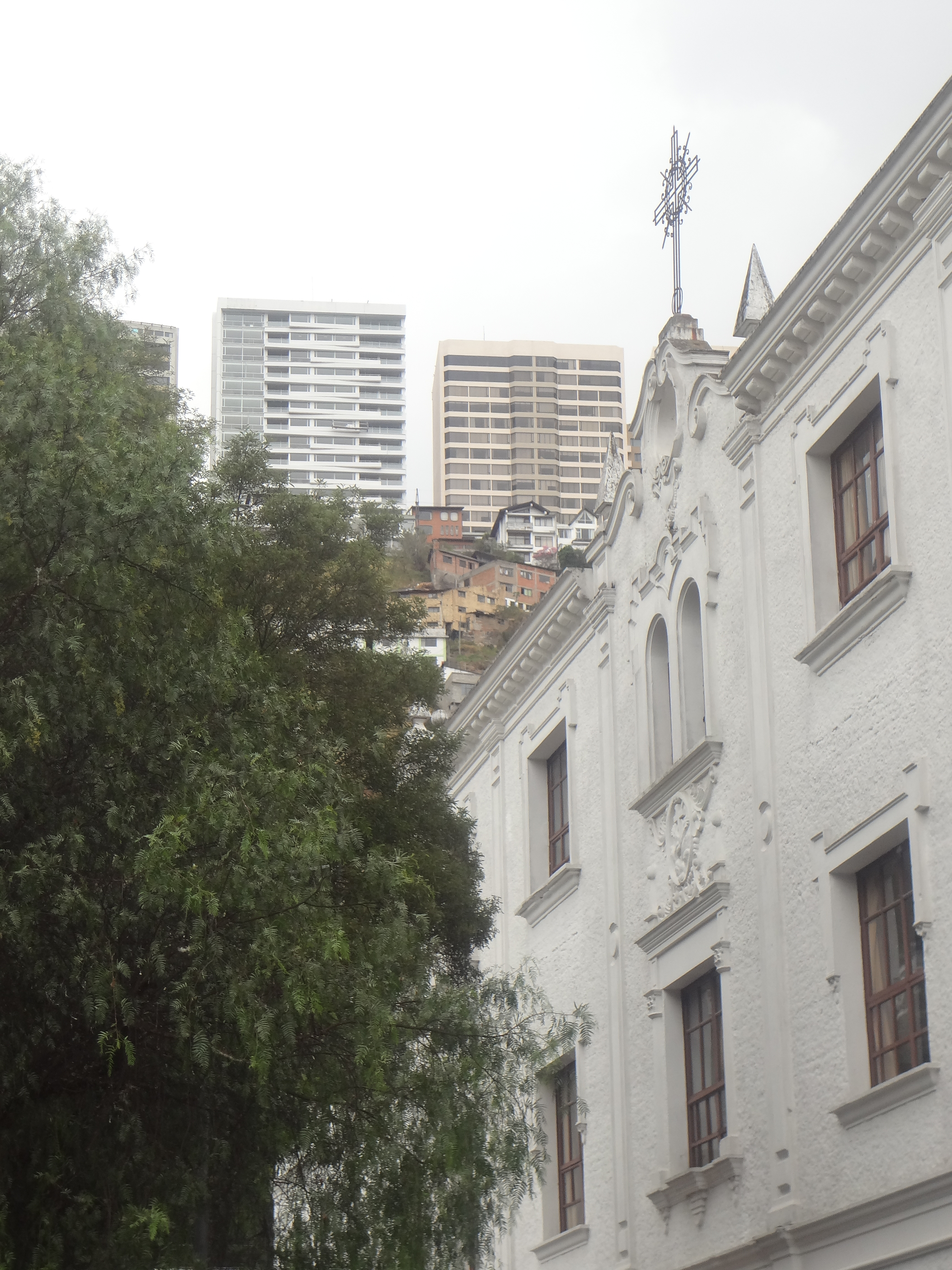
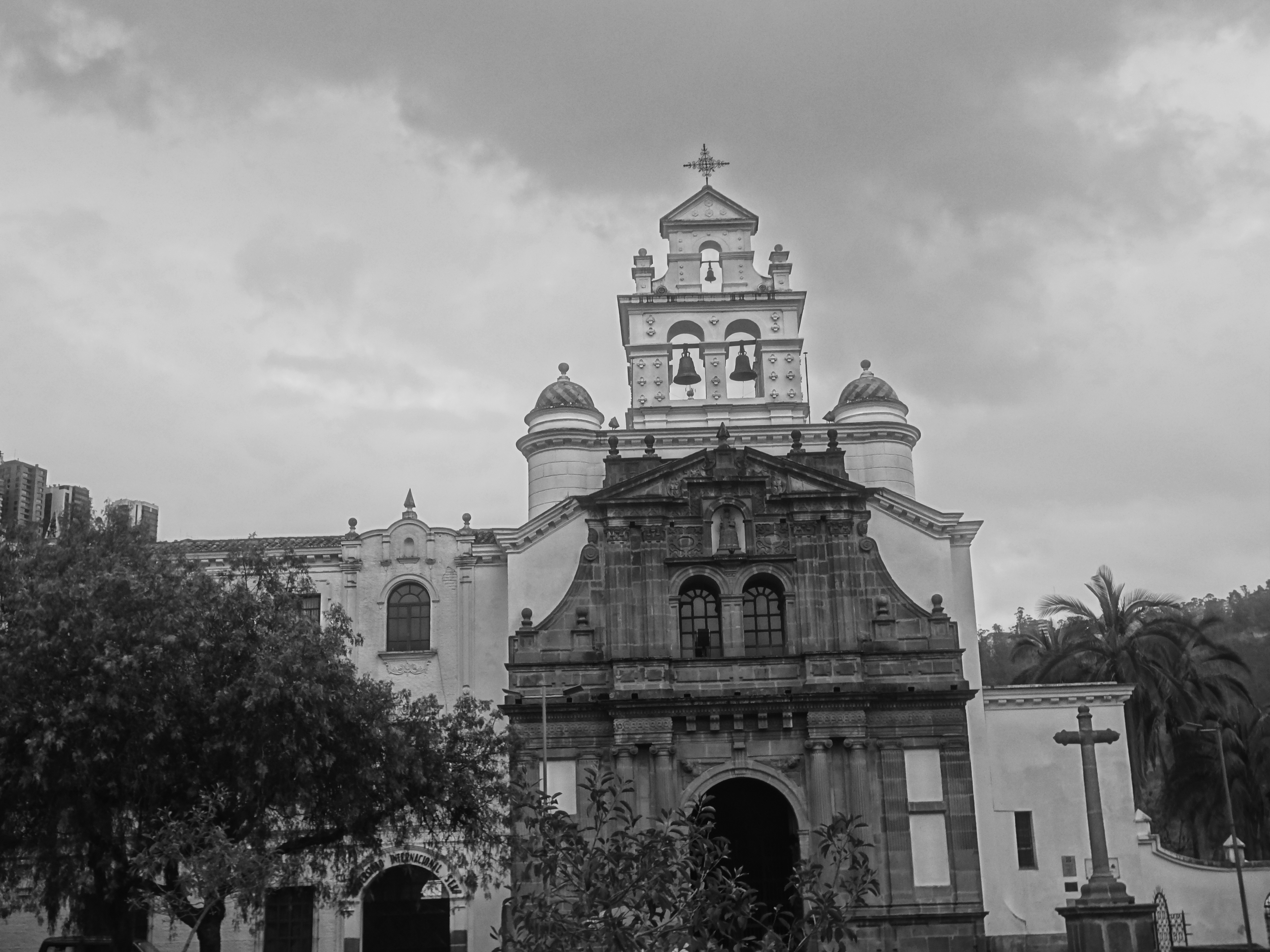
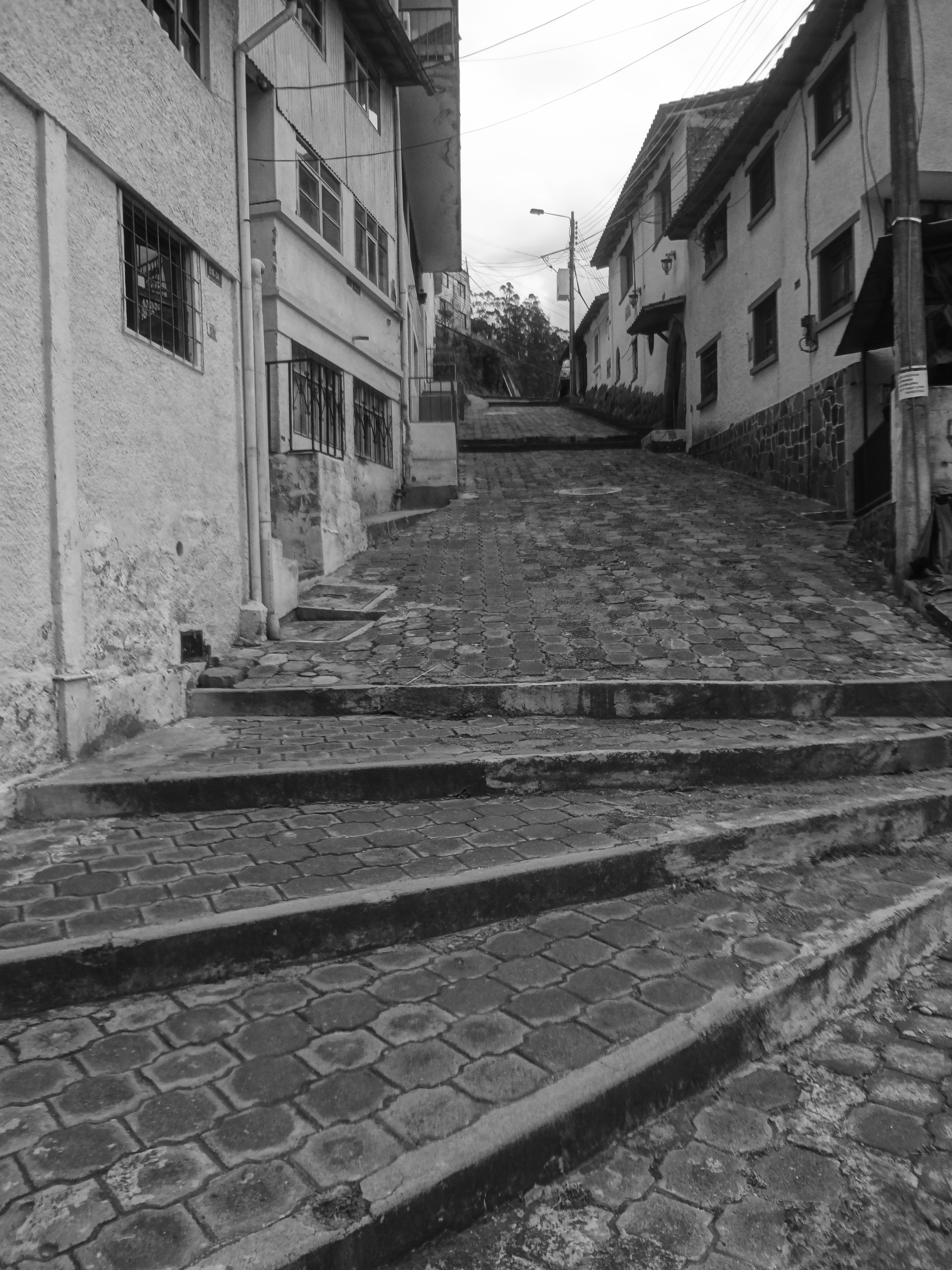
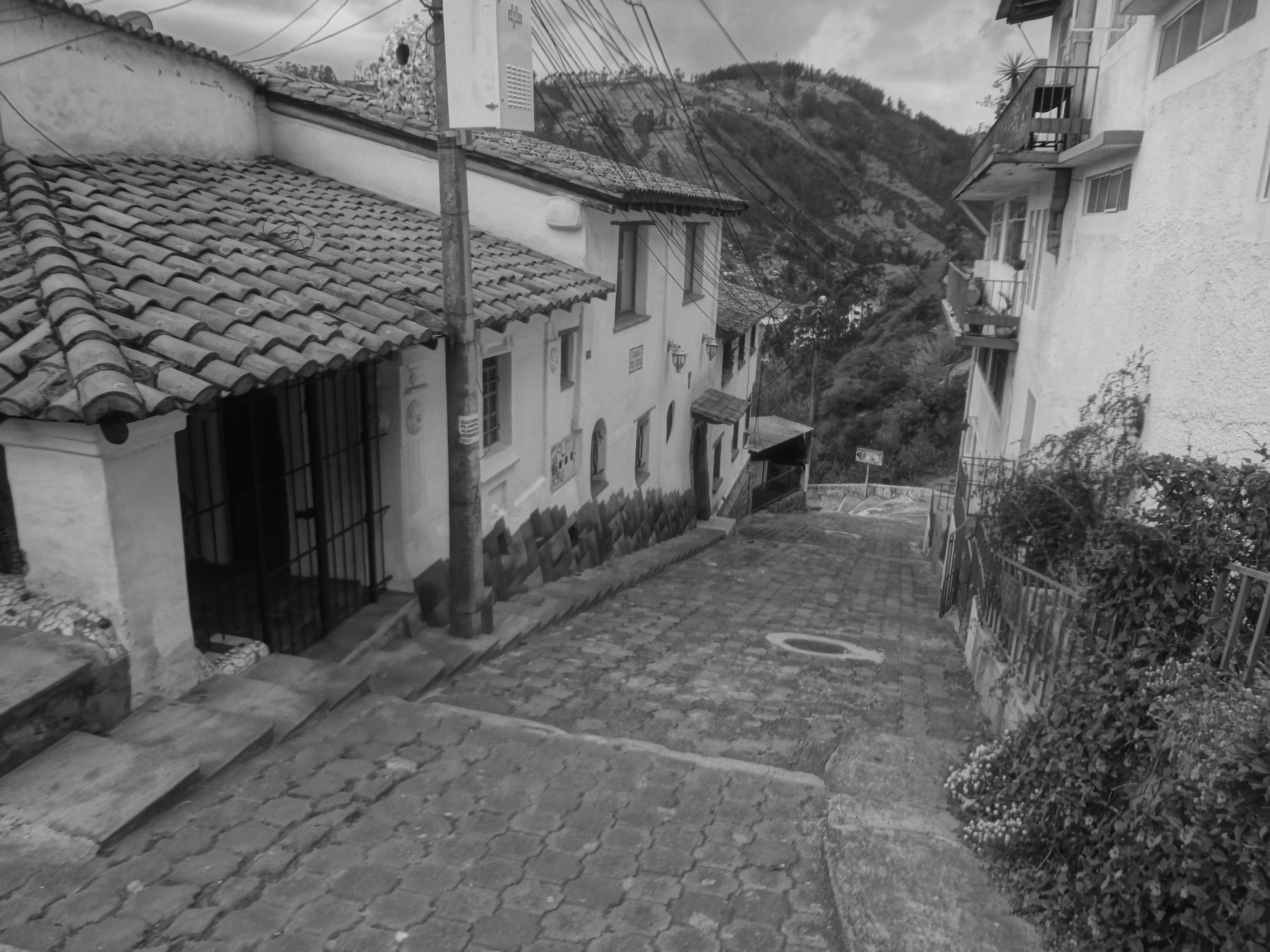